# Serichlamys spathulata
Serichlamys spathulata (лат.) — вид мух-журчалок рода Serichlamys из подсемейства Microdontinae (Syrphidae). Эндемик Бразилии.

## Этимология
Название spathulata — прилагательное, происходящее от латинского слова spatha, означающего ложку. Оно относится к ложкообразным калькарам скутеллюма.

## Распространение
Встречается на территории Южной Америки: Бразилия (штат Сан-Паулу).

## Описание
Муха-журчалка длиной 7—10 мм. Вместе с Serichlamys serpentiphallus и S. simpliciphallus этот вид принадлежит к группе из трёх видов, большинство экземпляров которых имеют дорсовентрально уплощённые, ложкообразные калькары на скутеллюме. От обоих видов, а также от S. mus, он отличается широкой фасцией серых микротрихий на тергите 2, максимум с парой более мелких круглых голых частей по бокам. Он также отличается от трех вышеупомянутых видов черным постпедицелем (максимум на 1/4 бледнее базальной).

## Таксономия
Вид был впервые описан в 2025 году голландским диптерологом Menno Reemer (Naturalis Biodiversity Center, Лейден, Нидерланды) и эквадорским энтомологом Ximo Mengual (Instituto Nacional de Biodiversidad, Кито, Эквадор).